# Letteratura ebraica
La letteratura ebraica (ספרות עם ישראל) fa riferimento a opere scritte da ebrei su temi ebraici, opere letterarie di vari temi scritti in lingua ebraica, o opere letterarie in altre lingue scritte da scrittori ebrei. La letteratura antica ebraica comprende la letteratura biblica e la letteratura rabbinica. La letteratura ebraica medievale include non solo la letteratura rabbinica ma anche etica, letteratura filosofica, letteratura mistica, varie altre forme di prosa tra storia e finzione, e varie forme di poesia e di varietà sia religiosi che laici. La produzione di letteratura ebraica è fiorita con l'emergere moderno dell'Ebraismo secolare. La moderna letteratura ebraica comprende la letteratura yiddish, la letteratura ladina (giudeo-spagnola), la letteratura ebraica (soprattutto letteratura israeliana), e la letteratura ebraica americana.

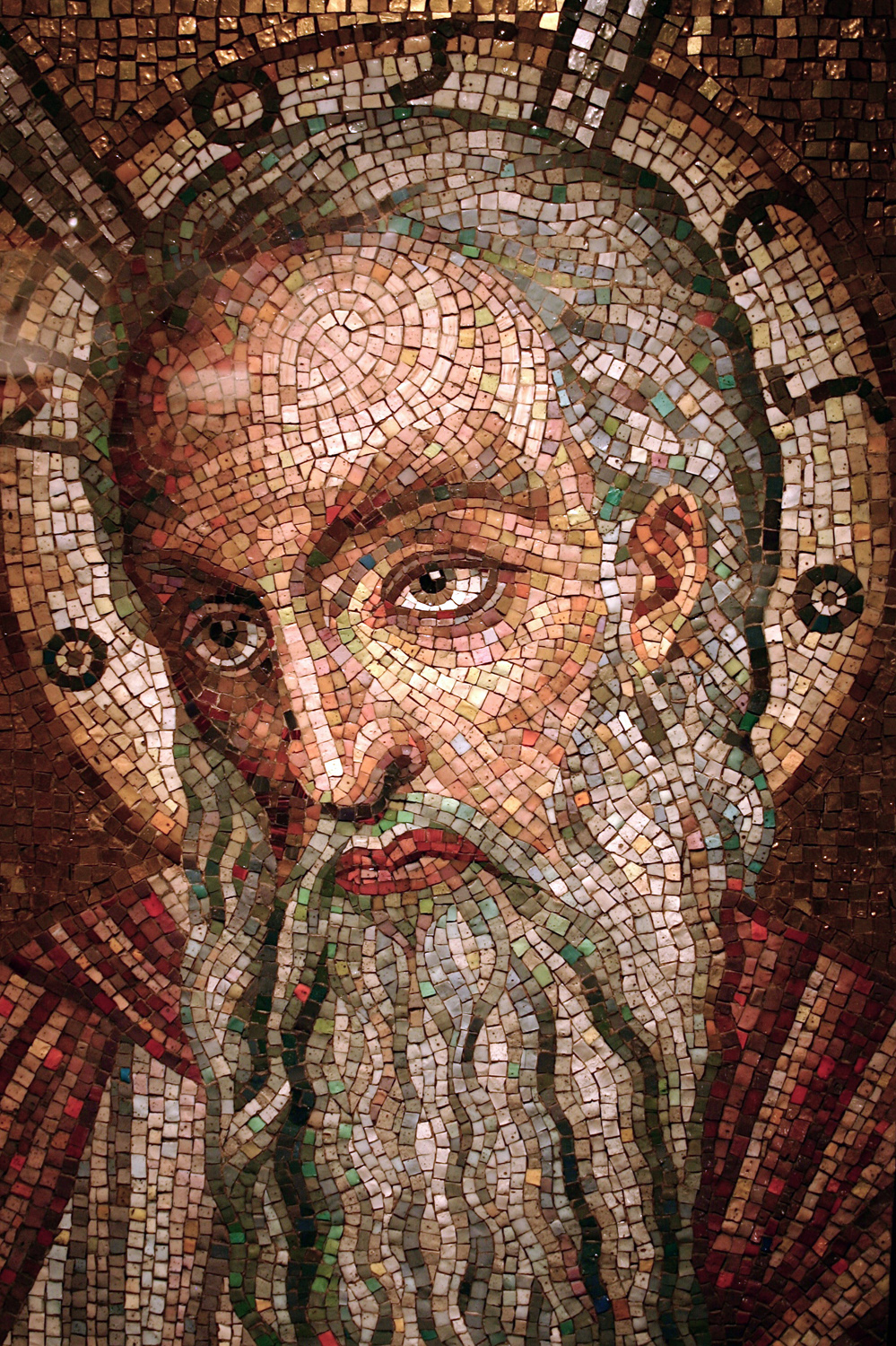
Mosè, secondo la tradizione il primo scrittore ebreo (Mosaico della cattedrale di Saint Louis)

## Letteratura biblica

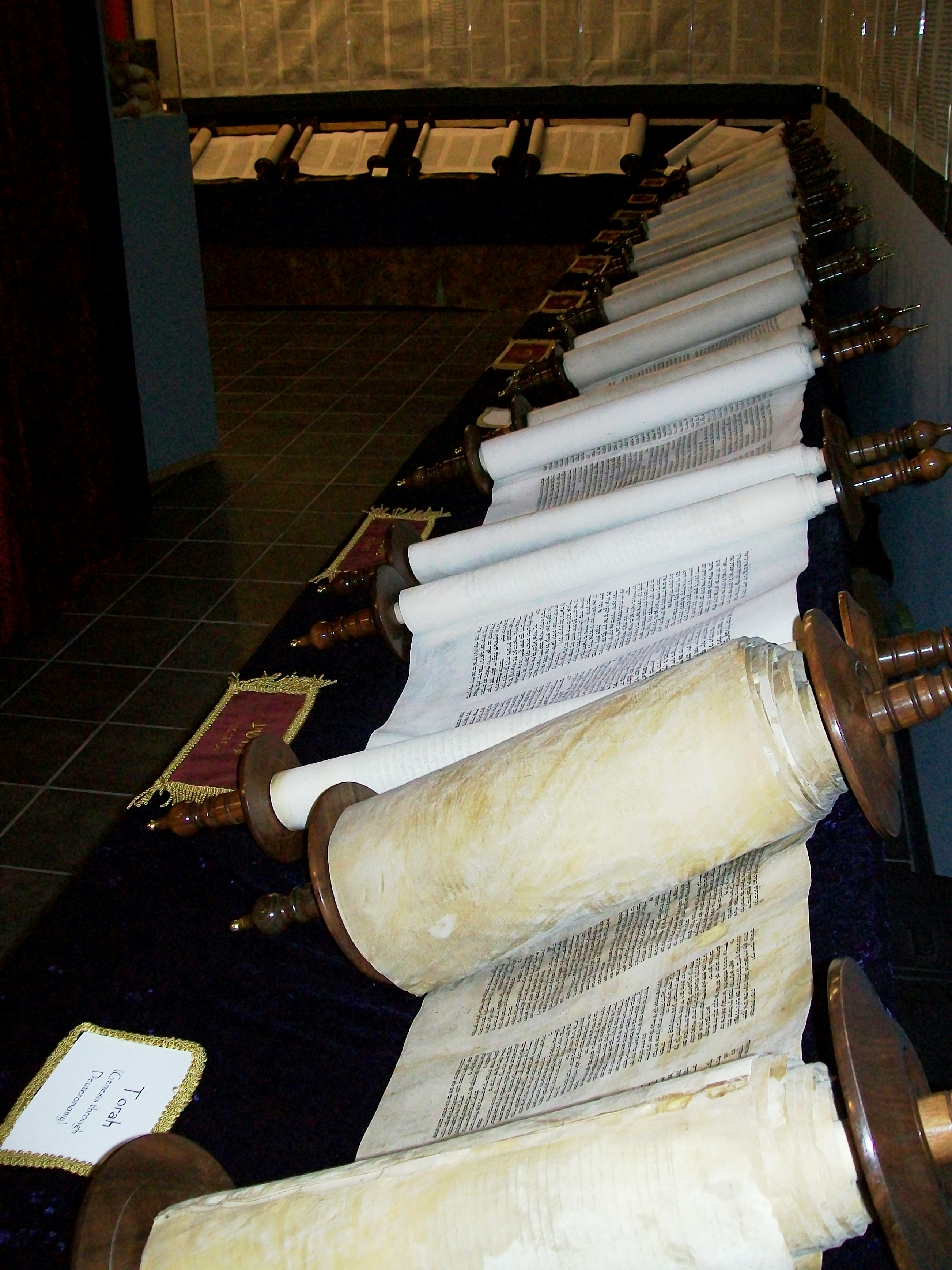
Serie di rotoli che compone l'intera Bibbia ebraica

Le prime, più grandi e più influenti opere letterarie ebraiche sono conosciute collettivamente come la Bibbia, in ebraico Tanakh.
Essa cominciò a vedere la luce verso il VII sec. aC (ma alcuni studiosi non concordano con questa datazione), e fu completata verso il 250 dC. Di certo non era ancora sufficientemente completa prima dell'anno 100 dC, quando il "Cantico dei Cantici" fu inserito nel canone ebraico. Spesso non conosciamo gli autori degli scritti. Il Talmud presuppone l'ispirazione divina di tutto il canone, e la sua testimonianza della rivelazione di Dio. Non possiamo dunque verificare le attribuzioni fornite dal Talmud, per es. quando attribuisce i "Libri dei profeti" a Samuele, o i "Libri dei Re" a Geremia.
La bibbia ebraica è l'unica opera di una certa estensione sulla storia antica degli Ebrei. Essa fa riferimento ad altre opere non più esistenti come il "Libro dei re di Giuda" o il "Libro delle guerre di Dio". È probabile che una parte dei libri biblici, soprattutto dei libri profetici e poetici, sia andata perduta.
La Bibbia ebraica è divisa in tre parti: La Legge (ebr. Torah), per i Cristiani Pentateuco; i Profeti (ebr. Neviìm), per i Cr. Libri Storici e Libri Profetici; e gli Scritti (ebr. Ketuvim), per i Cr. Libri Sapienzali o Libri Didattici.

### Torah
Secondo la tradizione ebraica la Torah è di gran lunga la parte più importante, rivelata direttamente da Dio a Mosè durante l'uscita dal deserto, nella quale ogni parola contiene un significato mistico speciale. Questa tradizione vuole che Mosè abbia tramandato anche la cosiddetta "Torah orale", fissata per iscritto soltanto molti secoli più tardi nel Talmud, contenente spiegazioni ed approfondimenti della Torah "scritta".
La Torah è composta da cinque libri relativi alla creazione del mondo, alla storia antica dell'umanità, alla vita degli antichi Ebrei, alle loro vicissitudini in Israele ed Egitto, la fuga (esodo) ed i 40 anni di peregrinazioni degli Ebrei nel deserto sotto la guida di Mosè. Viene dato un grande spazio ai principi etici, alle decisioni teologiche, alla legge per la determinazione dei comportamenti individuali e sociali, e ai rituali specifici per il clero e per i laici. Al centro delle vicende sta il patto di Dio con i patriarchi, e la rivelazione sul monte Sinai per l'intero popolo ebraico. Il patto prevedeva che gli Israeliti adorassero Dio e rispettassero le leggi della Torah; Dio in cambio avrebbe dato loro la terra di Canaan, e avrebbe fatto di loro il popolo eletto.
Le scuole teologiche critiche del XIX e del XX secolo hanno sostenuto che la Torah fosse un'opera umana risultante da un complesso di antiche tradizioni, designate come documenti "J", "E", "P", "R"; questi ultimi compilati probabilmente tra la fine del VII e la metà del V secolo a.C.

### Neviìm
Questa sezione è divisa in due parti: i Profeti anteriori (Neviìm Rishonim) o Libri Storici, e i Profeti Posteriori (Neviìm Acharonim) o Libri Profetici.
La prima parte descrive la conquista della terra promessa di Canaan (Libro di Giosuè) il periodo di travaglio che ne conseguì, l'instaurazione di Israele (Libro dei Giudici), il periodo di consolidamento del regno sotto la guida di vari re (Libro di Samuele e Libri dei Re), il periodo di divisione in due regni, e la distruzione del Regno di Israele da parte degli Assiri e del Regno di Giuda da parte dei Babilonesi.
La seconda parte i libri dei tre profeti maggiori (Libro di Isaia, Libro di Geremia e Libro di Ezechiele), ed i brevi scritti dei dodici profeti minori. L'idea centrale del libro è la realizzazione della promessa divina della conquista dell terra di Canaan; ma gli Israeliti hanno lasciato Dio, quindi il loro esilio è una punizione per non avere rispettato le regole. Esiste però la speranza in alcune persone rette che rinnoveranno un costante impegno in favore di Dio. I profeti descrivono la vita degli Ebrei dai tempi di Mosè (XIII sec. aC) fino al tempo del profeta Malachia (450 aC).

### Ketuvim
I libri raccolti negli "Scritti" comprendono diversi generi letterari: poesia (Salmi), dialogo (Libro di Giobbe), canzone d'amore (Cantico dei cantici), un'elegia (Libro di Ezechiele, cap. 19), storia (Cronache, Esdra, Neemia, Ester, Ruth) e apocalittica (Daniele).

### Apocrifi
Dal III sec. aC la letteratura biblica produsse un buon numero di apocrifi, alcuni dei quali considerati apocrifi da alcune Chiese cristiane ed autentici da altre. Le opere, generalmente di autori sconosciuti, riguardano scritti moralistici (Tobia), attività educative (Ecclesiaste), allegorie storiche (Giuditta) e narrazioni storiche (Maccabei). Alcuni, ad es. Ester, furono scritti per dare luce agli avvenimenti storici o fornire dati complementari alle carenze evidenti nei testi. Altri erano imitazioni dei testi tradizionali o loro continuazioni. Alcune opere furono costituite da Midrashim, omiletica e commenti morali di alcuni passi della Bibbia, Genesi apocrife e l'interpretazione di Abacuc, annuncio profetico del primo periodo del conflitto giudaico-romano del I sec. aC.
Non possiamo conoscere la completa portata di questa letteratura in quanto molto è andato perduto. I rinvenuti Manoscritti del Mar Morto hanno dimostrato che molte di queste opere, già allora considerate apocrifi, furono eliminate dalla letteratura ufficiale, per impedire che fossero adottati dal canone e per liquidare le sette dissidenti. Perciò la maggior parte di queste opere non ci è pervenuta nelle lingue originali, ebraica o aramaica, ma da traduzioni in greco conservate dai Cristiani. Più che per il loro valore letterario, queste opere sono molto importanti per la comprensione delle correnti storiche, religiose, filosofiche e linguistiche dell'ebraismo e del cristianesimo; per es. sui temi dell'immortalità, della resurrezione e del messianesimo. Lo scontro tra il mondo ebraico e la società ellenistica, e la necessità di mettere in risalto la tradizione ebraica, sono evidenti nei libri di contenuto storico ed apologetico, ad es. nel quarto libro dei Maccabei. idee nazionaliste e rivoluzionarie sono presenti anche nei manoscritti del Mar Morto.

### Letteratura apocalittica
Durante il periodo degli apocrifi, dal 200 aC ca. alla fine del I secolo dC si è creata una letteratura apocalittica. Come per gli altri apocrifi, anche questa letteratura visse in cenacoli piuttosto ristretti, e ci è rimasta soprattutto in traduzioni cristiane greche o copte. Questi libri sono testimonianze di tentativi di divulgazione pseudoepigrafica, che affermano di essere stati scritti da autori antichi o da personalità religiose. Vengono affrontati gli argomenti principali di natura escatologica: le questioni del bene e del male, la fede nella resurrezione, il ruolo del Messia, il giudizio finale e la visione di una nuova vita. L'Apocalisse di Esdra viene vista come  una conseguenza della distruzione del tempio di Gerusalemme, in quanto dopo questa tragedia Esdra annuncia al popolo ebraico che la volontà di Dio è un mistero, ma il suo amore per gli Israeliti resta incrollabile. Dopo che sulla terra avrà regnato il male, questo verrà seguito da un'era messianica di 400 anni, dopo la quale seguirà la creazione di un nuovo mondo. Una caratteristica di queste opere apocalittiche è il tentativo di integrare le lacune presenti nei testi biblici classici con delle allegorie, e di abbellire le leggende. L'atteggiamento negativo dei rabbini verso questo tipo di letteratura ha portato alla sua estinzione, e alla scomparsa dei manoscritti nelle lingue originali ebraica ed aramaica.

### Letteratura ellenistica
Molte opere scritte in greco, probabilmente ad Alessandria, di contenuto apocrifo o apocalittico, sono state scritte all'interno della comunità ebraica tra il III sec. aC e il I secolo dC, quindi in piena epoca di cultura ellenistica. La maggior parte di queste opere sono perdute. Dopo la traduzione greca della Bibbia, furono scritte molte opere di esegesi ed interpretazione biblica e di filosofia ebraica; per far conoscere il pensiero, la fede e gli insegnamenti ebraici ad una comunità integrata nel mondo culturale ellenistico. In Palestina invece la comunità ebraica, meno assimilata al mondo ellenistico, si servì soprattutto dell'aramaico.

### Traduzioni della Bibbia

#### Traduzioni in greco
Il III sec. aC vide la stesura della traduzione della Bibbia in greco, la cosiddetta Bibbia dei LII o Septuaginta, che ebbe un forte impatto sulle traduzioni successive. Predomina uno stile greco, perché la traduzione ebraica si rifà alle proposte. La traduzione non è letterale, in quanto incorpora anche commenti che sembrano abbiano lo scopo di armonizzare il pensiero biblico e quello greco, ed anche idee Halakhah e altre, presenti nella versione palestinese. Alcune caratteristiche del testo eliminano tutti i termini antropomorfici ed anticipano molte letture del testo, che differisce dalla versione standard. Non è chiaro se i traduttori avessero lavorato con testi diversi, e certamente la versione offriva molte interpretazioni di difficili passaggi biblici. Secoli dopo risultarono due traduzioni in greco. Alcuni rabbi palestinesi sono convinti che la Septuaginta non sia del tutto autentica, ma fosse soggetta alle manipolazioni dei cristiani. Sotto la guida dei saggi mishnaici Eliezer ben Hirkana e Akiva's Akil fu intrapresa una nuova traduzione all'inizio del II secolo. Il risultato fu una traduzione letterale di molte interpretazioni rabbiniche. Questa traduzione fu largamente usata ed approvata, ma andò perduta. Ci restano soltanto alcuni frammenti dagli scritti di Origene (185-254), uno dei Padri della Chiesa. Anche la traduzione di Teodozione (200 ca.) è andata perduta, con la sola eccezione del Libro di Daniele.

#### Traduzioni in aramaico
La traduzione della Bibbia in greco ad Alessandria ebbe parallele traduzioni aramaiche (Targum) in Palestina, perché gli Ebrei della Palestina potessero capire la Bibbia. Diventò abituale, specialmente a Babilonia, leggere i Targum insieme all'originale. La traduzione aramaica standard del Pentateuco fu il Targum di Onkhelos, che in seguito venne stampato in quasi tutte le versioni della Bibbia ebraica, e che la tradizione vuole eseguito da Onkelos, che lavorò sotto la guida di Joshua ben Hananiah ed Eliezer ben Hurcanus nel primo terzo del II secolo. Anche la traduzione Akil è letterale, ma aggiunge interpretazioni Halak e altre, parafrasi e segue in larga misura l'interpretazione rabbinica. La seconda versione è quella di Gerusalemme (versione palestinese del Targum).

## Letteratura medievale ebraica

### Narrativa (favole e racconti)
Gli esempi più evidenti di narrativa ebraica medievale includono:
- Sefer ha-Ma'asiyyot, di Nissim b. Jacob b. Nissim ibn Shahin da Qayrawan, scritto in arabo, un libro di favole sulla base delle leggende Haggadah.
- Sefer Sha'ashu'im, di Yossèf Ibn Zabara (XII secolo), una storia che unisce racconti popolari, epigrammi e passaggi sulla filosofia e la scienza.
- Ben ha-Melekh ve-ha-Nazir, di Abraham b. Samuel ha-Levi Ibn Ḥasdai, sulla base di un racconto indiano basato sulla vita di Buddha.
- Meshal ha-Kadmoni, di Isaac ibn Sahula (13th century), che unisce Haggadah con storie originali.
- Mishlei Shu'alim ("Favole della volpe"[2]), di Berechiah ben Natronai ha-Nakdan, favole ebraiche che ricordano le Favole di Esopo.
- Epistola sopra gli animali (Iggereth ha'lé Chajjm), di Ben Calonymos Calonymos, caratterizzata da spiritualità e gioiosità ispirata alla novellistica araba.

### Poesia
La poesia ebraica liturgica (Piyyut) fioriva in Palestina nei secoli settimo e ottavo, con gli scritti di Yose ben Yose, Yanai, e Eleazar Ben Killir.
Più tardi poeti spagnoli, provenzali, e italiani hanno scritto sia poemi religiosi che laici. Particolarmente importanti sono stati i poeti Solomon ibn Gabirol detto Avicebron e Yehuda Ha-Levi.
La prima poetessa ebrea a scrivere poesie in tedesco è stata Rachel Akerman (1522-1544), che ha scritto una poesia dal titolo Geheimniss des Hofes ("Il mistero della corte"), in cui ha descritto gli intrighi dei cortigiani. Una poetessa ebrea che scriveva in yiddish nello stesso periodo è stata Rebecca bat Meir Tiktiner, autore di un poema su Simchat Torah in 40 distici.

### Altra letteratura ebraica medievale
La letteratura ebraica medievale comprende anche:
- letteratura filosofica ebraica
- letteratura mistica (Cabalistica)
- letteratura mussar, letteratura etica che tratta di vizi e virtù
- Letteratura Halakhah
- Commentari sulla Bibbia ebraica

## Letteratura ebraica moderna
Gli ebrei moderni hanno continuato a scrivere le forme standard di letteratura rabbinica: letteratura filosofica ebraica, letteratura mistica (Cabalistica), letteratura etica mussar, letteratura Halakhah, e Commenti sulla Bibbia ebraica. Non mancano drammi e commedie composte in diversi paesi d'Europa tra il XVI e il XVIII secolo; tuttavia, in assenza di un pubblico, la drammaturgia ebraica generalmente non produce ancora testi concepiti per la rappresentazione.
L'epoca moderna ha visto anche la creazione di ciò che è generalmente noto come "moderna letteratura ebraica," trattata qui. La letteratura ebraica moderna emerge dalla letteratura ebraica del Haskalah e rompe con le tradizioni religiose riguardanti la letteratura. Pertanto, può essere distinta dalla letteratura rabbinica che è nettamente di carattere religioso.
 La letteratura moderna ebraica era un'unica letteratura ebrea che spesso ha contribuito anche alle letterature nazionali di molti dei paesi in cui gli ebrei vivevano.

### Letteratura ebraica del XVIII secolo
È stato con Mosè Luzzatto (1707–1746) che la Poesia si scrollò di dosso le catene medievali che ostacolavano il suo libero sviluppo. Il suo dramma allegorico "La-Yesharim Tehillah" (1743), che può essere considerato come il primo prodotto della moderna letteratura ebraica, è stato descritto come "una poesia che, nella sua perfezione di stile classico è seconda solo alla Bibbia." Ad Amsterdam, l'allievo di Luzzatto, David Franco Mendes (1713–92), nelle sue imitazioni di Jean Racine ("Gemul 'Atalyah") e di Pietro Metastasio ("Yehudit"), ha continuato il lavoro del suo maestro, anche se le sue opere non sono considerate come quelle di Luzzatto. In Germania, il leader del movimento Haskalah Naphtali Hartwig Wessely (1725–1805) è stato considerato come il "poeta laureato" della sua epoca. Luzzatto e Wessely hanno scritto anche opere di letteratura etica mussar, Mesillat Yesharim, ispirandosi a Luzzatto ha acquisito particolare rilievo.
Nachman di Bratzlav poi unisce valori di preghiera ebraica personale, poesia mistica tramite parabole nonché una forma di Mussar individuale e sul legame con Dio.

### Letteratura ebraica del XIX secolo
Il XIX secolo vede la nascita e la definitiva affermazione di una letteratura ebraica secolare; scritta e pubblicata prima in Europa Orientale, soprattutto grazie all'opera di Mendele Moicher Sforim, autore tanto in yiddish quanto in ebraico; e poi nello Yishuv, la comunità ebraica nella Palestina ottomana e poi britannica, dove si formeranno le prime generazioni di parlanti nativi di ebraico moderno.
Il 1853 vede la pubblicazione di L'amore di Sion, del lituano Abraham Mapu, considerato il primo romanzo in ebraico.
In Italia è rilevante l'opera di Samuel David Luzzatto, mentre in Europa orientale si mette in evidenza David Frishman.
Al volgere del secolo, la disponibilità di un pubblico di parlanti rende possibili anche la nascita e lo sviluppo di un teatro in lingua ebraica, fondato inizialmente su testi tradotti da altre lingue e poi – con sempre maggior frequenza – su testi originali in ebraico: tra gli autori si ricorda Yaacov Cahan.
Il romanzo psicologico realistico Senza scopo (Be'en Maṭṭarah, 1899), scritto da Isaiah Bershadski, è considerato il primo romanzo ebraico moderno.

### Letteratura israeliana

Shmuel Agnon, premio Nobel per la letteratura (1966)

Si considera generalmente il "padre" della letteratura ebraico-israeliana lo scrittore Haim Nachman Bialik, nato in Ucraina ed emigrato in Israele nel 1924. Gli altri principali pionieri furono Aharon Abraham Kabak, Yosef Haim Brenner e Shmuel Yosef Agnon, che ottenne nel 1966 il premio Nobel per la letteratura.
Le opere di M. Shamir, A. Megged e Benjamin Tammuz sono caratterizzate dal realismo e dall'interesse per il sociale. Mentre quelle degli autori successivi, come S. Yizhar, Y. Shabtai e Yehoshua Kenaz affrontano le contraddizioni tra le necessità individuali e quelle collettive del neonato Stato d'Israele.
Gli autori degli anni '60 sono di particolare interesse perché hanno vissuto, e rispecchiato nei loro libri, la storia d'Israele dalla sua proclamazione ad oggi. Tra questi spiccano i nomi di Abraham Yehoshua, Amos Oz e Yoram Kaniuk.
Nelle opere di Aharon Appelfeld e David Grossman il tema è il confronto con il passato. La narrativa "rurale" di M. Shalev rivive l'entusiasmo dei primi immigrati in Israele.
La letteratura gialla ha come principali autori Uri Adelman, Batya Gur, Dror Mishani, Shulamit Lapid e Ram Oren.
Si è affermata una letteratura postmodernista nelle opere di Etgar Keret e Orly Castel-Bloom.
Oltre che per merito delle già citate Lapid, Castel-Bloom e Gur, si è imposta una letteratura femminile di alto livello ad opera di Zelda Schneersohn Mishkovsky conosciuta anche in quanto insegnante di Amos Oz, Netiva Ben-Yehuda, Dahlia Ravikovitch, L. Goldberg, A. Cahana Carmon, R. Almog, G. Avigur Rotem, Savyon Liebrecht, Y. Katzir, T. Shalev, Zeruya Shalev e J. Rotem. Quest'ultima descrive il contrasto tra il modo ultrareligioso e il mondo laico,  similmente ad alcuni autori maschi come Y. Bar Yosef.
I poeti di maggior rilievo sono Yehuda Amichai e Natan Zach.

## LaFesta del Libro Ebraicodi Ferrara
Ogni anno si svolge a Ferrara, presso il "Museo Nazionale dell'Ebraismo Italiano e della Shoah" (MEIS), una "Festa del Libro Ebraico". Si occupa non solo di opere tradotte dall'ebraico all'italiano, ma anche di opere di espressione ebraica tradotte da tutte le lingue. La scorsa edizione , la XV, ha avuto luogo dal 26 al 29 settembre 2024, ed ha avuto come tema il Novecento.